# Basilepta puncticollis
Basilepta puncticollis es un coleóptero de la familia Chrysomelidae.
Fue descrita científicamente por primera vez en 1889 por Lefevre.